# 陶清河水库
陶清河水库是中国山西省长治市长治县境内的一座水库，位于浊漳河南源，建于1960年。水库正常库容为4690万立方米，集雨面积为615平方千米，海拔为967.3米。